# Среченска бара
Среченска бара е язовир в Северозападна България.
Разположен е в област Монтана, между селата Ягодово и Слатина. Той е основен източник на питейна вода за няколко града – Враца, Монтана, Берковица, Мездра и други. Поради тази причина около водоема е обособена санитарно-охранителна зона, в която е забранено влизането. Разполага с помпена и пречиствателна станция за питейна вода.
Освен водите от собствения му водосбор, в язовира се вливат и подадените по специално изграден канал води, преработени от Каскада „Петрохан“.